# Bob Hawke
Robert James Lee (Bob) Hawke (Bordertown, 9 dicembre 1929 – Sydney, 16 maggio 2019) è stato un politico australiano.
Dopo la conclusione del suo mandato di presidente dell'Australian Council of Trade Unions, (Il sindacato Australiano) Hawke entra in politica e nell'arco di tre anni diviene primo ministro. Hawke, vincendo quattro elezioni consecutive, è passato alla storia come il premier laburista più longevo.

## Gli inizi
Hawke è nato a Bordertown, una piccola città nell'Australia Meridionale vicino al confine dello stato di Vittoria; suo padre era un catechista della chiesa congregazionsita, mentre suo zio, Albert Hawke, dal 1953 al 1959 è stato il capo del governo laburista dell'Australia Occidentale ed intimo amico del premier federale John Curtin, il quale era l'idolo politico di Bob Hawke. La madre di Hawke, Ellie aveva un fede messianica sul destino del figlio. Le radici di entrambi i genitori si trovavano in Cornovaglia. Hawke abbandonò subito la sua fede e quando entrò in politica si descrisse come un agnostico.
Hawke conseguì due lauree, la prima in Legge, la seconda in Scienze Economiche, all'Università dell'Australia Occidentale.
Nel 1947 si iscrisse nel partito laburista, e dopo aver completato il primo bachelor in Legge presso la Università dell'Australia Occidentale a Perth vinse nel 1952 la prestigiosa borsa di studio Rhodes Scholarship permettendogli di proseguire gli studi all'Università di Oxford. Nel 1953 si laureò nell'ateneo inglese con una tesi presentata nel 1956.
Quando era ad Oxford, Hawke conquistò il record mondiale della ”bevuta più veloce”, ingurgitando una iarda (1,7 litri) di birra in 11 secondi.. Nelle sue memorie Hawke suggerì che i suoi successi politici furono facilitati da questa fama di bevitore.

## Leader sindacale
Nel 1969 Hawke si candidò alla presidenza dell'ACTU (La Commissione Australiana di conciliazione ed arbitrato per le relazioni industriali) e fu eletto con il supporto dell'ala sinistra del movimento sindacale che includeva alcuni membri del partito comunista.
Hawke dichiarò di non riconoscersi nella parola socialismo e che si considerava come un politico pragmatico che aveva l'obiettivo di migliorare le condizioni di vita dei lavoratori. L'opposizione alla guerra del Vietnam, non impedì ad Hawke di essere un forte assertore dell'alleanza con gli Stati Uniti e un acceso sostenitore della causa sionista. Il suo sostegno alla causa degli ebrei Refuseniks spinse il Fronte Popolare per la Liberazione della Palestina a incaricare il suo agente australiano Munif Mohammed Abou Rish di pianificare l'assassinio di Hawke. Nel campo industriale, Hawke continuò a dimostrare una preferenza per il negoziato e fu generalmente rispettato dagli impiegati e dai membri del sindacato.
Nel 1973 Hawke venne eletto alla presidenza federale del partito laburista. Quando il governo laburista di Gough Whitlam fu prima costretto alle dimissioni durante la crisi costituzionale del 1975 e poi sconfitto alle elezioni, Whitlam, anche se non aveva il potere di scegliere il suo successore, offrì la leadership del partito a Hawke che rifiutò. Hawke riteneva che non era giunto il momento opportuno per una sua candidatura ad un scranno parlamentare. Questa sua decisione fu molto criticata. Nel 1979 egli subì un collasso che fu attribuito al suo alcolismo.
Questo evento danneggiò Hawke politicamente e in quel periodo fu aiutato dalla sua relazione con la scrittrice Blanche d'Alpuget, che nel 1982 pubblicò una biografia di Hawke. I sondaggi mostravano che era molto lontano sia dalla popolarità del leader laburista Bill Hayden che del premier liberale Malcolm Fraser.
Nelle elezioni del 1980 Hawke riuscì a conquistare un seggio parlamentare diventando immediatamente il capogruppo dell'opposizione. Questa opportunità è stata offerta a Hawke grazie al fallimento e alla sconfitta elettorale del leader laburista Hayden. Nel luglio 1982 Hawke si candidò alla carica di capo dell'opposizione laburista perdendo per soli quattro voti.
Alla fine del 1982 divenne chiaro che il premier liberale Fraser avrebbe indetto elezioni anticipate e i parlamentari laburisti temevano seriamente che il partito sarebbe stato nuovamente sconfitto se fosse stato guidato da Hayden. Pertanto il 3 febbraio 1983, giorno dell'annuncio delle elezioni anticipate, Hayden si dimise e Hawke conquistò la leadership dei laburisti da lui guidati verso una brillante vittoria elettorale.

## Primo Ministro
I primi giorni di governo si caratterizzarono per la prudenza. Il deficit di bilancio ereditato dal governo liberale spinse Hawke a differire l'approvazione di diversi punti del suo programma.
Hawke usò il suo carisma per imporre dei cambiamenti alla politica. Con l'ausilio del suo ministro delle Finanze Paul Keating e del ministro dell'Industria John Button, egli varò una serie di riforme economiche che in altri stati occidentali sono stati introdotti dai governi conservatori.
Il governo laburista fece fluttuare il dollaro australiano, deregolò il sistema finanziario, smantellò il sistema tariffario, privatizzò le industrie statali, terminò i sussidi alle industrie in difficoltà. Alcune di queste riforme furono avversate dall'opposizione liberale che però li mantenne quando tornò al governo.
Queste misure ebbero l'effetto di dividere l'opposizione liberale. Proprio grazie a queste divisioni Hawke riuscì facilmente a vincere le elezioni del 1984 e del 1987.
Il partito laburista guidò il paese contro la sua ala sinistra che criticò molti provvedimenti varati dal governo.
In campo sociale l'esecutivo introdusse delle graduali riforme. In particolare l'assicurazione sanitaria universale prima introdotta dal governo laburista di Whitlam con il nome di Medibank, e poi smantellata dal governo liberale di Fraser, fu restaurata con un nuovo nome, Medicare. Un notevole successo per il governo è stata la campagna sanitaria anti aids e la politica di attenzione verso i diritti degli Aborigeni.
Il governo di Hawke perseguì inoltre una politica attenta alla salvaguardia dell'ambiente che gli valse l'appoggio dei Democratici Australiani e di altri movimenti “verdi”, consentendogli di vincere anche le elezioni del 1990.

## Declino e caduta
La recessione economica del 1980 fu superata grazie alle politiche del ministro del tesoro Keating, che negli anni accrebbe la sua popolarità a scapito del premier. Nel 1988 Hawke, messo sotto pressione da Keating, firmò un accordo segreto in virtù del quale si sarebbe dovuto dimettere dopo le elezioni del 1990 ma, dopo aver vinto le elezioni, Hawke rinnego l'accordo apparendo sleale.
Nel giugno del 1991 Keating si dimise da ministro e si candidò alla guida del partito e del governo venendo sconfitto da Hawke.
Il 20 dicembre dello stesso anno, a causa di alcune difficoltà mostrate dai laburisti nei sondaggi e dell'insorgere di una nuova recessione, Hawke fu sconfitto da Keating che divenne il nuovo premier e capo del partito laburista.
Hawke occupa un curioso posto nella mitologia laburista, egli è nello stesso tempo il simbolo dell'era d'oro del partito e il traditore degli ideali socialisti per la sinistra del suo partito.

## Ritiro a vita privata

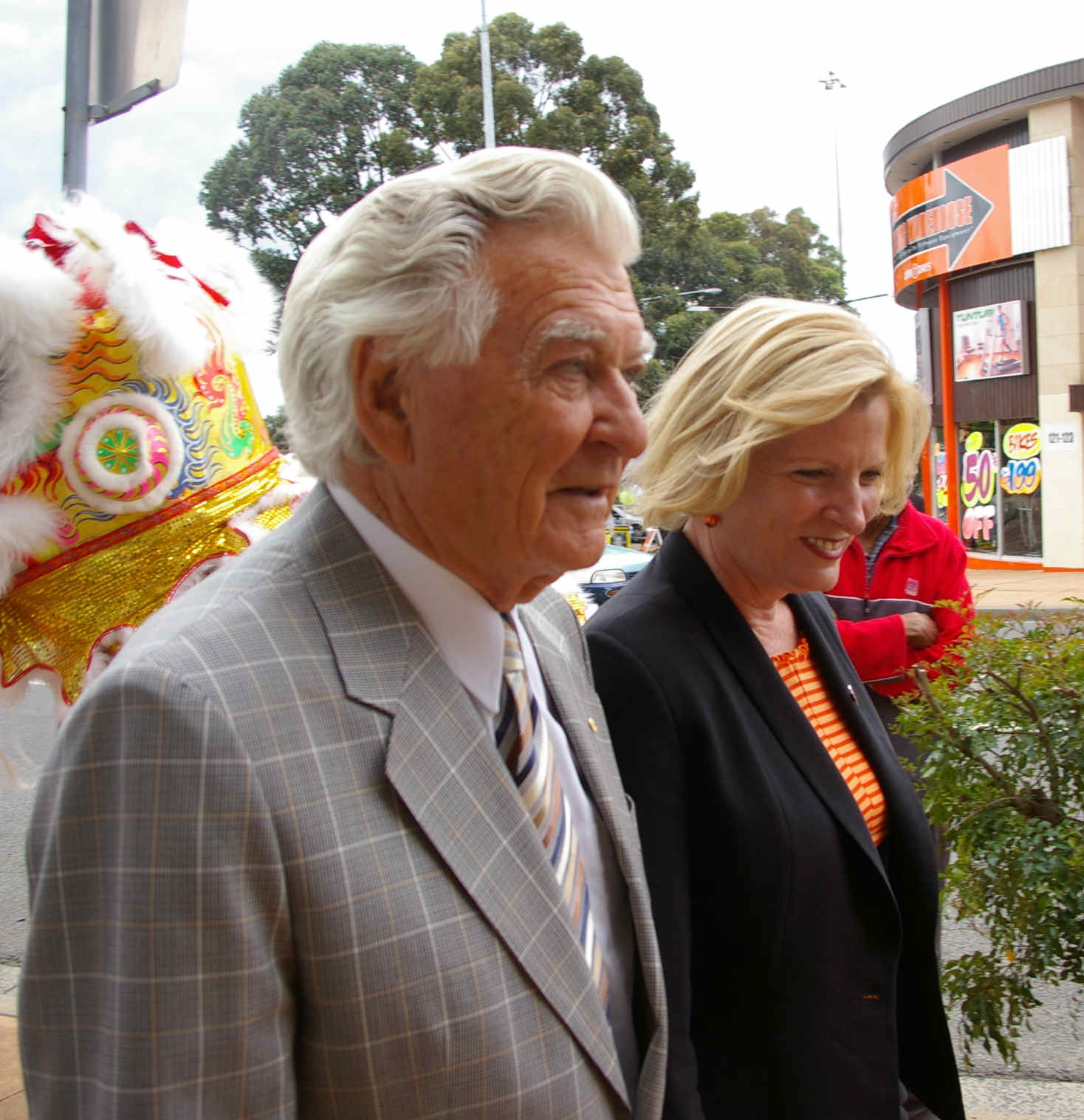
Bob Hawke nel 2007 con la parlamentare Julie Owens.

Dopo le sue dimissioni, Hawke entrò a far parte del mondo degli affari con un discreto successo. Inoltre rese pubblica la sua relazione con la sua biografa Blanche d'Alpuget, sposandola dopo aver divorziato dalla sua prima moglie. In campo politico Hawke criticò pubblicamente il suo successore Keating arrivando ad appoggiare il capo dell'opposizione liberale Alexander Downer, che invece venne sconfitto. Dopo l'elezione del leader liberale John Howard nel 1996 egli divenne un forte sostenitore del nuovo leader laburista Kim Beazley.
Inoltre nel 2006 fu coinvolto negli Stati Uniti in affari poco chiari con un imprenditore di Silicon Valley. Nelle elezioni del 2007 Hawke ha appoggiato pubblicamente la campagna elettorale del leader laburista Rudd che dopo 11 anni ha riportato al governo i laburisti.